# São José dos Basílios
São José dos Basílios è un comune del Brasile nello Stato del Maranhão, parte della mesoregione del Centro Maranhense e della microregione di Presidente Dutra.